# 8월 4일 체제
8월 4일 체제(Καθεστώς της 4ης Αυγούστου)는 요안니스 메탁사스의 권위주의 정권으로 1936년부터 1941년까지 그리스를 지배하였다. 이 정권이 프랑코의 스페인이나 무솔리니의 파시스트 이탈리아나 독일 나치즘 등 당시 타국 권위주의 정권과 연관이 있었는지에 대해서는 논란이 있다. 리처드 클럭은 이 정권이 "표면적으로 파시즘의 가면"을 썼으며 메탁사스는 "나치즘과 파시즘에 대한 동경을 숨기지 않았으나", "정확하게 보자면 파시스트가 아닌 가부장적 권위주의로 분류할 수 있다"고 보았다.